# Palma di Montechiaro
Palma di Montechiaro este un oraș în Italia.

## Demografia
Palma di Montechiaro - evoluția demografică

|  | Graficele sunt indisponibile din cauza unor probleme tehnice. Mai multe informații se găsesc la Phabricator și la wiki-ul MediaWiki. |

Date: Recensăminte sau birourile de statistică - grafică realizată de Wikipedia